# 让-雅克·康投侯福

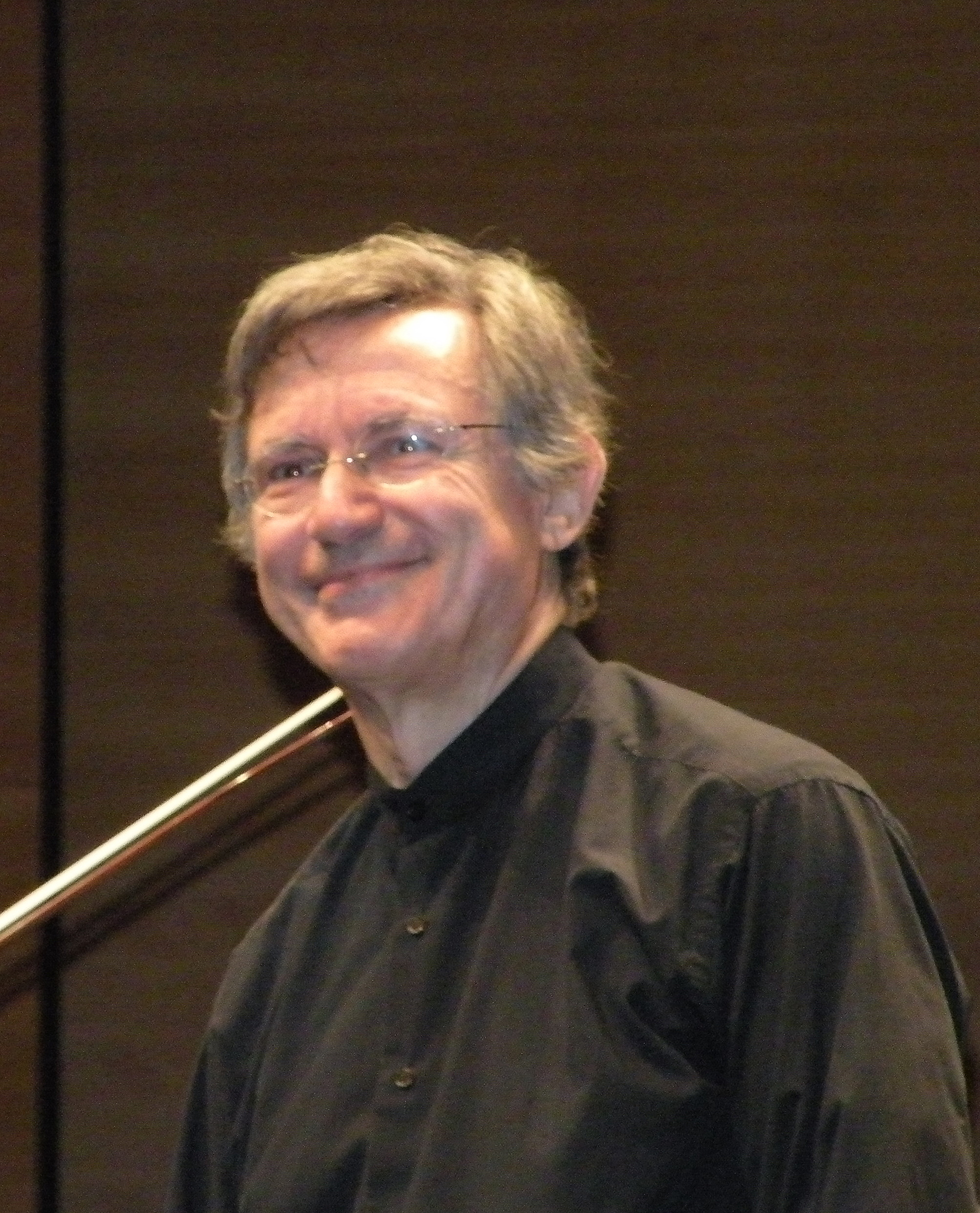
让-雅克·康投侯福，2009年

让-雅克·康投侯福（法語：Jean-Jacques Kantorow，其姓氏又被译作康特洛夫、康投侯福、康托罗夫、康托洛夫；1945年10月3日—），法国指揮家、小提琴家。

## 生平
康投侯福出生於法國戛纳的一个俄罗斯犹太人家庭。
先在尼斯音樂院學習。1959年13岁时进入巴黎音樂學院师从勒內·貝內德蒂（René Benedetti）。1959年在香榭丽舍剧院首演。1960年在音乐学院取得一等奖（premier prix）畢業。1963年，他再次进入音乐学院，向约瑟夫·卡尔韦学习室内乐，并于次年获得一等奖。
在毕业后的几年里，康投侯福屡次在国际比赛中获奖，包括以下比赛的一等奖：倫敦的弗莱什·卡罗伊国际小提琴大赛（1962年）、日內瓦的国际小提琴比赛（1965年）、热那亚的帕格尼尼小提琴大赛、马蒂尼的Tibor Varga國際比賽。
1970年代起，他作为独奏家，因广泛的曲目范围而广为人知，前往世界各地演出并获好评。他也进行室内乐演出，合作的音乐家有基東·克雷默、克里斯蒂安·齊默爾曼和保羅·托特里耶等。
1980年中国改革开放初期，康投侯福成为繼艾萨克·斯特恩之後第二位受中國政府之邀到中国（北京、上海、廣州）演出的西方音樂家。
康投侯福后来对指挥也产生了兴趣，并于1977-1978年在巴黎管弦乐团任指挥，于1978–1984年在荷兰室内乐团任指挥。后于1985–1994年任奥弗涅室内乐团首席指挥、1992–1993年为赫爾辛基室内乐团首席指挥，1993年又成为巴黎管弦合奏团（Ensemble Orchestral de Paris）和塔皮奥拉小交响乐团（1993-2000）的首席指挥。他还是洛桑室内乐团的首席客座指挥。
康投侯福还曾在斯特拉斯堡和鹿特丹的音乐学院，以及巴黎音乐学院担任教职，退休后仍在巴黎音乐学院开设大师班。
让-雅克·康投侯福之子亚历山大·坎托罗夫为钢琴家，曾在2019年柴可夫斯基国际钢琴比赛中获金奖。

## 作品

### 商業錄音
至今他已錄製了160多張專輯，与许多唱片公司有合作，包括Denon，BIS，Virgin/EMI，Erato，Ondine，Harmonia Mundi，Arion以及Naxos。
- 拉威尔：三重奏及小提琴奏鸣曲（《今生情未了（英语：A Heart in Winter）》电影原声带），雅克·鲁维耶（钢琴），菲利普·馬勒（英语：Philippe Muller）（大提琴），Erato，1992
- 巴托克：弦乐、打击乐器及钢片琴作品，嬉游曲，塔皮奥拉小交响乐团，BIS（CD-740），1996
- 随想曲—聖桑：小提琴及乐团作品（Capriccio - Music for Violin & Orchestra by Camille Saint-Saëns），塔皮奥拉小交响乐团，BIS（CD-860），1998
- 聖桑：第二小提琴协奏曲，塔皮奥拉小交响乐团，Tuomas Ollila（指挥），BIS（CD-1060），2001
- 韦伯：交響曲，CODAX，2009
- 拉罗：西班牙交响曲，小提琴協奏曲，基斯·贝克尔斯（英语：Kees Bakels）（指挥），格拉纳达市管弦乐团（英语：City of Granada Orchestra），BIS（CD-1680），2009

## 獲獎與榮譽
- 弗莱什·卡罗伊国际小提琴大赛（英语：Carl Flesch International Violin Competition）一等奖（倫敦，1962年）
- 国际小提琴比赛一等奖（日內瓦，1965年）
- 帕格尼尼小提琴大赛一等奖（热那亚）
- 蒂博尔·瓦尔加（英语：Tibor Varga (violinist)）國際小提琴比賽一等奖（马蒂尼）
- 柯勒瑪室內樂比賽一等奖（1970年；三重奏，钢琴：雅克·鲁维耶，大提琴：菲利普·馬勒（英语：Philippe Muller），三位均為巴黎音樂院教授）
- 法国唱片大奖（英语：Grand Prix du Disque）
- 匈牙利李斯特·费伦茨音樂學術大獎（the Grand Prix de l’Académie de musique Franz Liszt）

## 評價
让-雅克·康投侯福是最棒的小提琴家之一，那令人讚嘆的才能，這鮮見的天才小提琴家是他這一代我所聽過裡最具獨特特色、最讓人驚訝的小提琴演奏者！——格连·古尔德
這是我們當代最被埋沒的小提琴家！——格连·古尔德
康投侯福有著完美的技巧以及美妙的音色，更是結合法式演奏及俄式演奏的最佳代表人物。——《新格罗夫音乐与音乐家辞典》

## 軼事
康投侯福的用琴曾屬奥尔·莱奥波德所有，为一把1699年製的斯特拉迪瓦里琴（Stradivarus）。

## 外部連結
- 让-雅克·康投侯福的Discogs页面（英文）